# Sonate K. 223
La sonate K. 223 (F.171/L.214) en ré majeur est une œuvre pour clavier du compositeur italien Domenico Scarlatti.

## Présentation
La sonate K. 223 en ré majeur, notée Allegro, est la première d'une paire avec la sonate suivante. Brahms, qui a possédé des manuscrits copiés par Santini — aujourd'hui conservés à Vienne — outre l'édition Carl Czerny publiée en 1840 (le no 133), a utilisé l'ouverture dans un de ses lieder : l'opus 72 no 5, composé en 1876.

## Manuscrits
Le manuscrit principal est le numéro 18 du volume III (Ms. 9774) de Venise (1755), copié pour Maria Barbara ; les autres sources manuscrites étant Parme V 7 (Ms. A. G. 31410) et Münster II 15 (Sant Hs 3965).

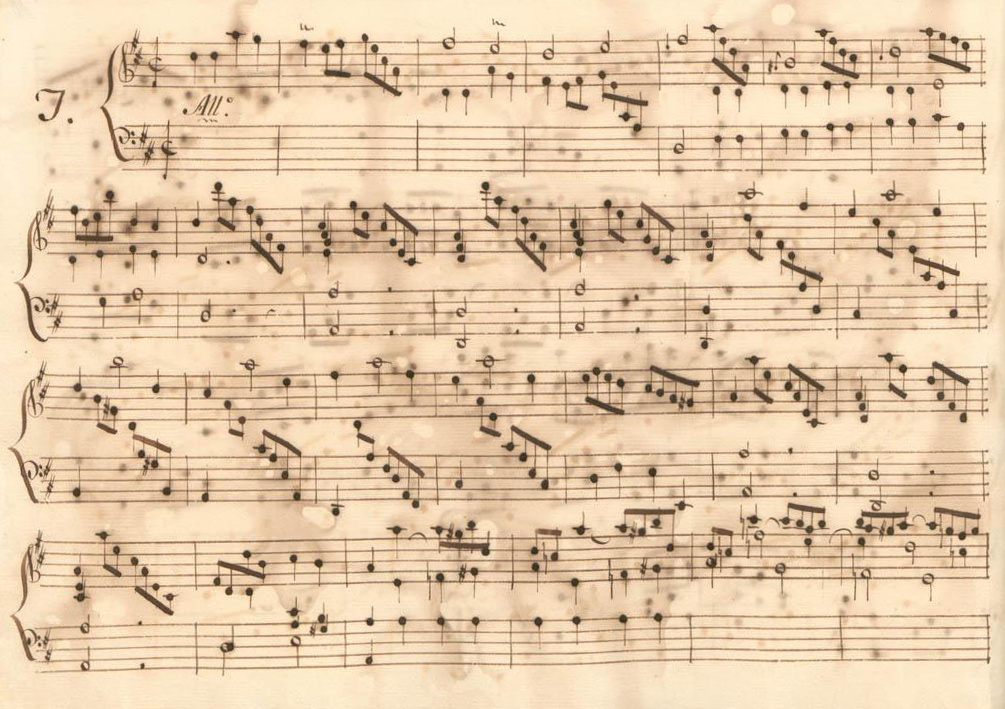
Parme V 7.
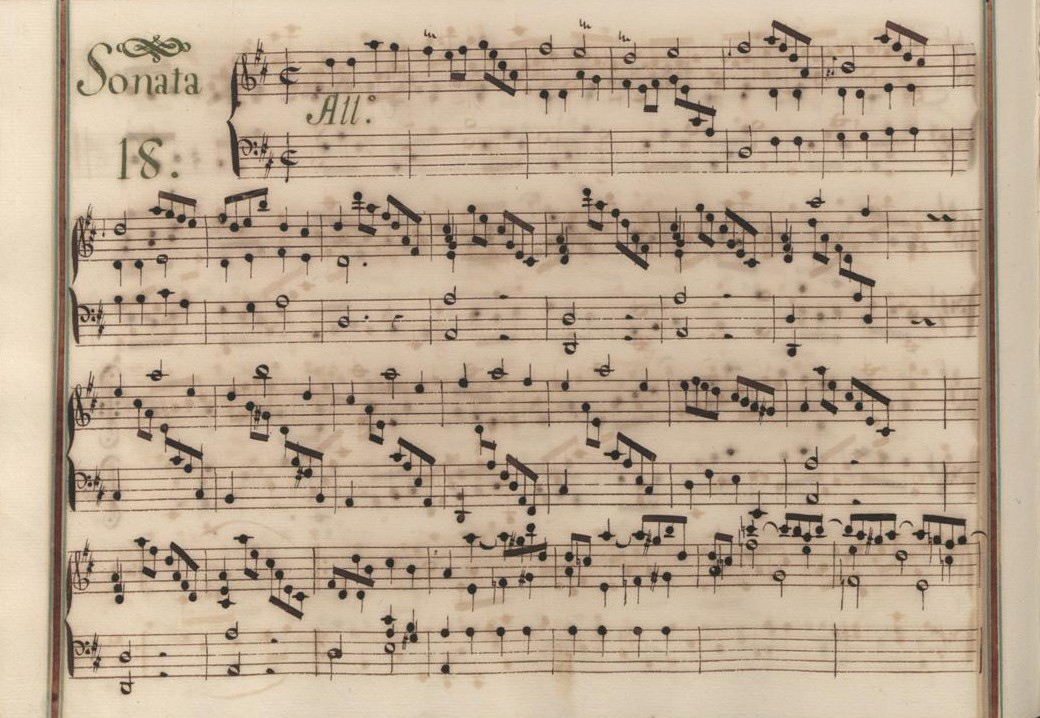
Venise III 18.

## Interprètes
La sonate K. 223 est interprétée au piano notamment par Carlo Grante (2009, Music & Arts, vol. 2) ; au clavecin par Scott Ross (1985, Erato), Richard Lester (2001, Nimbus, vol. 2) et Pieter-Jan Belder (Brilliant Classics, vol. 5).

## Sources
: document utilisé comme source pour la rédaction de cet article.
- Ralph Kirkpatrick (trad. de l'anglais par Dennis Collins), Domenico Scarlatti, Paris, Lattès, coll. « Musique et Musiciens », 1982 (1re éd. 1953 (en)), 493 p. (OCLC 954954205, BNF 34689181).
- Alain de Chambure, « Domenico Scarlatti : Intégrale des sonates — Scott Ross », p. 204, Erato (2564-62092-2), 1985 (OCLC 891183737) .